# Komunitní rada Manhattanu 10

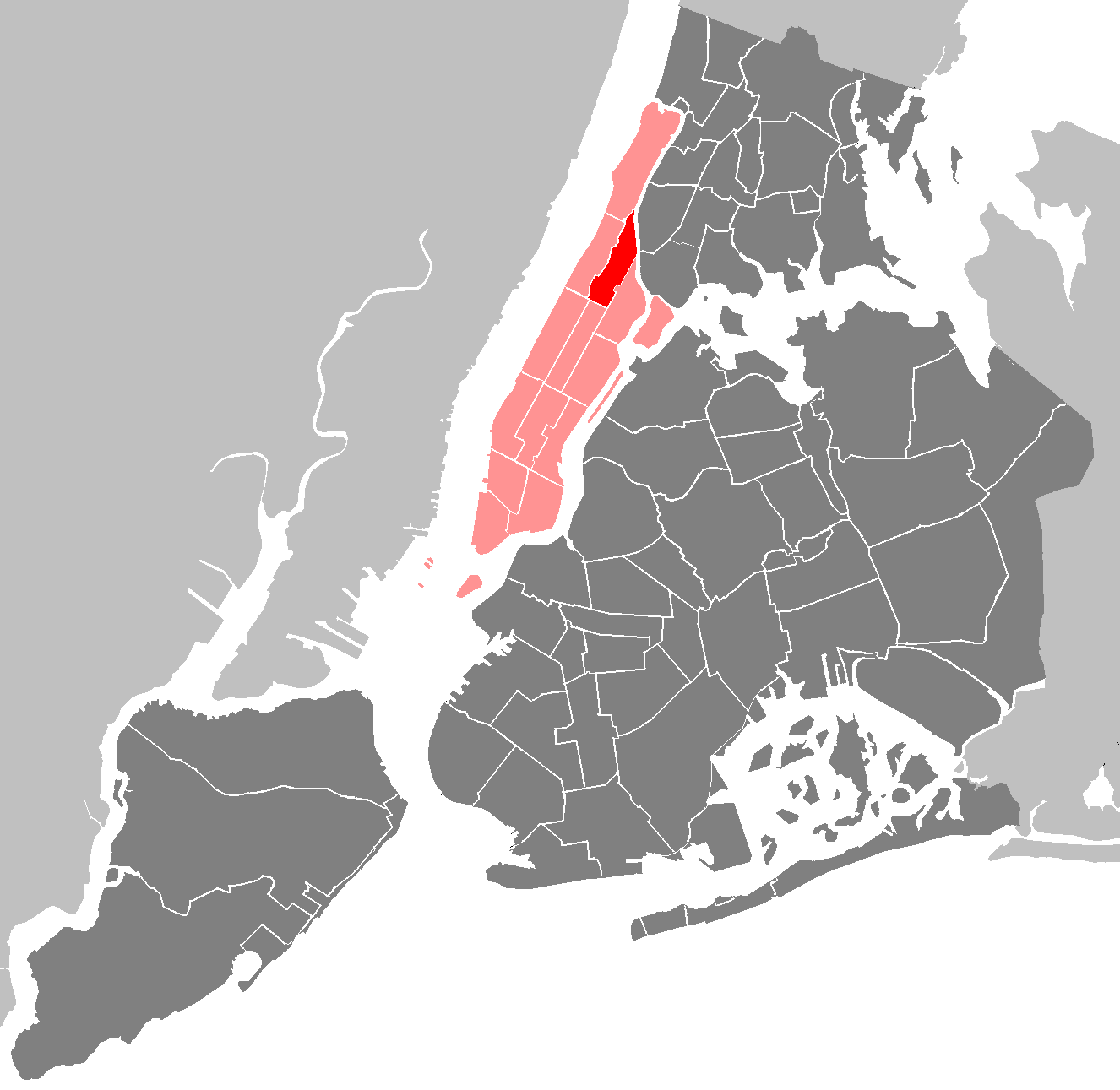
Poloha na Manhattanu

Komunitní rada Manhattanu 10 (Manhattan Community Board 10) je jednou z komunitních rad na newyorském Manhattanu. Zahrnuje části Harlem a Polo Grounds.
Ohraničuje ji na východě Pátá Avenue a Mount Morris Park, na jihu Central Park, na západě Harlem River Drive, Edgecombe Avenue, Saint Nicholas Avenue, 123. ulice a Morningside Avenue a na severu Harlem River. Předsedou je Neal Clark a správcem Yasmin H. Cornelius.